# Robert Emerson
Robert Emerson (New York, 4 novembre 1903 – New York, 4 febbraio 1959) è stato un botanico statunitense.
Era noto per la sua scoperta che le piante hanno due distinti centri di reazione fotosintetica.

## Biografia

### Famiglia
Emerson nacque nel 1903 a New York, figlio del dottor Haven Emerson, Commissario alla Salute di New York City, e Grace Parrish Emerson, sorella di Maxfield Parrish. Emerson era fratello di John Haven Emerson, l'inventore del polmone d'acciaio.
Sposò Claire Garrison, ed ebbero tre figli e una figlia.

### Carriera
Emerson conseguì un master nel 1929 ad Harvard e ottenne il dottorato presso l'Università di Berlino lavorando nel laboratorio di Otto Warburg.
Thomas Hunt Morgan lo invitò a unirsi alla Divisione di Biologia del California Institute of Technology, dove lavorò dal 1930 al 1937, e di nuovo per un anno nel 1941 e nel 1945. Dal 1942 al 1945 lavorò alla produzione di gomma dall'arbusto di guayule per l'American Rubber Company.
Nel 1947 si trasferì al Dipartimento di Botanica dell'Università dell'Illinois, dove rimase per il resto della sua vita.

### Risultati degli esperimenti
Il primo risultato "importante" di Emerson fu la quantificazione del rapporto tra molecole di clorofilla e molecole di ossigeno prodotte dalla fotosintesi. Emerson e William Arnold scoprirono che "la resa per flash raggiungeva il massimo quando solo 1 clorofilla su 2500 assorbiva un quanto".
Successivamente, nel 1939, Emerson dimostrò che erano necessari tra 8 e 12 quanti di luce per produrre una molecola di ossigeno. Questi risultati furono controversi, poiché contraddicevano Warburg che riportò 4, poi 3 e infine 2 quanti. Questa disputa fu risolta dopo la morte di entrambi gli uomini, e ora si concorda che Emerson aveva ragione, e il valore moderno accettato è 8 – 10 quanti.
Nel 1957, Emerson riportò i risultati che ora sono chiamati effetto Emerson, l'eccesso di velocità di fotosintesi dopo che i cloroplasti sono stati esposti simultaneamente alla luce di lunghezza d'onda di 670 nm (luce rossa) e 700 nm (luce rossa lontana).
Questi risultati si sono poi rivelati la prima dimostrazione sperimentale che nelle piante esistono due centri di reazione fotosintetica.

### Morte
Emerson morì nello schianto del volo American Airlines 320 a New York nel 1959.